# Camponotus afflatus
Camponotus afflatus är en myrart som beskrevs av Hugo Viehmeyer 1925. Camponotus afflatus ingår i släktet hästmyror, och familjen myror. Inga underarter finns listade.